# Хуффман, Харальд
Харальд Хуффман (нем. Harald Huffmann; 3 июня 1908, Эссен, Пруссия — 20 декабря 1992, Эссен, Северный Рейн-Вестфалия) — немецкий хоккеист на траве, нападающий. Серебряный призёр летних Олимпийских игр 1936 года.

## Биография
Харальд Хуффман родился 3 июня 1908 года в немецком городе Эссен.
Играл в хоккей на траве за ЭТУФ из Эссена, был капитаном команды вплоть до 55-летия.
В 1936 году вошёл в состав сборной Германии по хоккею на траве на летних Олимпийских играх в Берлине и завоевал серебряную медаль. Играл на позиции нападающего, провёл 3 матча, мячей не забивал. Был капитаном команды.
В 1935—1936 годах провёл за сборную Германии 4 матча.
Руководил заводом в Эссене.
Умер 20 декабря 1992 года в Эссене.

## Семья
Жена — Урсула Фингшайдт (род. 1922). Поженились 11 октября 1947 года. Вырастили сына.